# Club León Premier
El Club León Premier fue un equipo filial, sin derecho a ascenso, del Club León de la Primera División de México. Participaba en el Grupo 1 de la Serie A de la Segunda División de México. Jugaba sus partidos de local en la Casa Club León.

## Historia
El 25 de mayo de 2015 se anunció que los 18 equipos de Primera División tendrían un equipo filial en la Liga Premier de la Segunda División, para que los jugadores que superen los 20 años de edad y ya no puedan participar en la categoría Sub-20 se mantengan activos. Así, León fundó su filial de Segunda División llamándola "León Premier".
En 2018, el requisito reglamentario de tener un equipo en Liga Premier fue eliminado, por lo que 12 de los 18 equipos pertenecientes a la Liga MX dejaron de contar un con una escuadra en esta categoría, entre ellos el León Premier.

## Temporadas
| Apertura 2015 | 3.Segunda Serie A | 12o. Grupo II |
| Clausura 2016 | 3.Segunda Serie A | 11o. Grupo II |
| Apertura 2016 | 3.Segunda Serie A | 11o. Grupo II |
| Clausura 2017 | 3.Segunda Serie A | 5o. Grupo II  |
| Apertura 2017 | 3.Segunda Serie A | 11o. Grupo I  |
| Clausura 2018 | 3.Segunda Serie A | 14o. Grupo I  |